# 牛津湖
54°50′00″N 95°35′00″W / 54.83333°N 95.58333°W
牛津湖是加拿大的湖泊，由曼尼托巴省負責管轄，距離溫尼伯湖約200公里，長55公里，面積349平方公里，海拔高度186米，島嶼總面積401平方公里。